# 馬里斯維爾鎮區 (堪薩斯州馬歇爾縣)
馬里斯維爾鎮區（英語：Marysville Township）為美國堪薩斯州馬歇爾縣轄下的鎮區。2010年美国人口普查中此鎮區人口有233人。

## 地理
馬里斯維爾鎮區涵蓋總面積為80.3平方（31.02平方英里），其中陸地面積為79.4平方（30.67平方英里），水域面積為0.91平方（0.35平方英里）或1.13%。海拔高度351（1,152英尺）。

## 人口統計
根據2010年美國人口普查，馬里斯維爾鎮區人口有233人，其中男性有123人，女性有110人，人口密度為每平方公里2.9人，住房計111戶。鎮區內的白人有227人，非裔美國人有1人，美洲原住民有1人，亞裔美國人有3人，太平洋島裔美國人有0人，其他種族有1人，混血種族則有0人。此外鎮區內有2人為西班牙裔或拉丁裔美國人。此鎮區之年齡中位數為51.9歲，而男性年齡中位數為52.1歲，女性年齡中位數為51.7歲。

## 交通

### 主要公路
- 36號美國國道
- 77號美國國道